# Hermannplatz (metropolitana di Berlino)
La stazione di Hermannplatz è una stazione della metropolitana di Berlino, all'incrocio delle linee U7 e U8. È posta sotto tutela monumentale (Denkmalschutz).